# Варваж (приток Якшанги)
Варваж — река в России, протекает в Поназыревском и Вохомском районах Костромской области. Устье реки находится в 2,1 км по правому берегу реки Якшанги. Длина реки составляет 20 км, площадь водосборного бассейна — 90,2 км².

## Данные водного реестра
По данным государственного водного реестра России относится к Верхневолжскому бассейновому округу, водохозяйственный участок реки — Ветлуга от истока до города Ветлуга, речной подбассейн реки — Волга от впадения Оки до Куйбышевского водохранилища (без бассейна Суры). Речной бассейн реки — (Верхняя) Волга до Куйбышевского водохранилища (без бассейна Оки).
Код объекта в государственном водном реестре — 08010400112110000041462.